# Február 26-i incidens

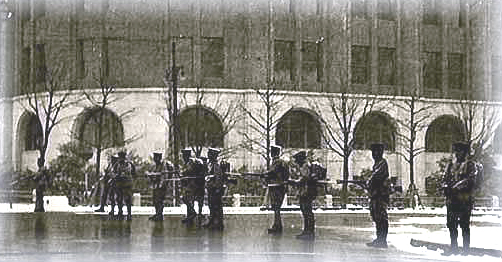
Katonák Tokió utcáin az incidens idején

A február 26-i incidens (二・二六事件, niniroku dzsiken, Hepburn-átírással: niniroku jiken) fiatal jobboldali japán katonatisztek lázadása volt 1936-ban, akik a civil politika helyett a császár irányította hadsereg uralmát, az úgynevezett „Sóva-restauráció” végrehajtását szorgalmazták. Meggyilkolták a pénzügyminisztert, a főpecsétőrt és másokat, a katonai vezetés habozott lecsapni rájuk, míg Hirohito erre határozott utasítást nem adott. A főkolomposok, akiket kivégeztek, végül is elérték céljukat: a kormány megbukott, az új miniszterelnök, Hirota Kóki pedig megszigorította a cenzúrát, és hadseregpárti politikát folytatott.
Az incidensről szól Misima Jukio Júkoku ('Hazaszeretet') című novellája, amelyben egy pár napja nősült fiatal hadnagy, akit a lázadók ellen akarnak küldeni, inkább szeppukut követ el a feleségével együtt.